# Chanceaux-sur-Choisille
Chanceaux-sur-Choisille ist eine französische Gemeinde mit 3509 Einwohnern (Stand: 1. Januar 2022) im Département Indre-et-Loire in der Region Centre-Val de Loire; sie gehört zum Arrondissement Tours und zum Kanton Vouvray. Die Einwohner werden Cancelliens genannt.

## Geographie
Chanceaux-sur-Choisille liegt etwa acht Kilometer nördlich von Tours. Umgeben wird Chanceaux-sur-Choisille von den Nachbargemeinden Cerelles im Norden, Nouzilly im Nordosten, Monnaie im Osten, Parçay-Meslay im Südosten, Notre-Dame-d’Oé im Süden, Mettray im Westen und Südwesten sowie Saint-Antoine-du-Rocher im Nordwesten.
Durch die Gemeinde führt die Autoroute A28.

## Geschichte
Der Name der Ortschaft ist historisch auf die alte Bezeichnung Villa Cancellis zurückzuführen.

## Bevölkerungsentwicklung
| Jahr      | 1962 | 1968 | 1975 | 1982 | 1990 | 1999 | 2006 | 2017 |
| Einwohner | 726  | 701  | 959  | 1801 | 2601 | 2821 | 3479 | 3515 |

## Sehenswürdigkeiten

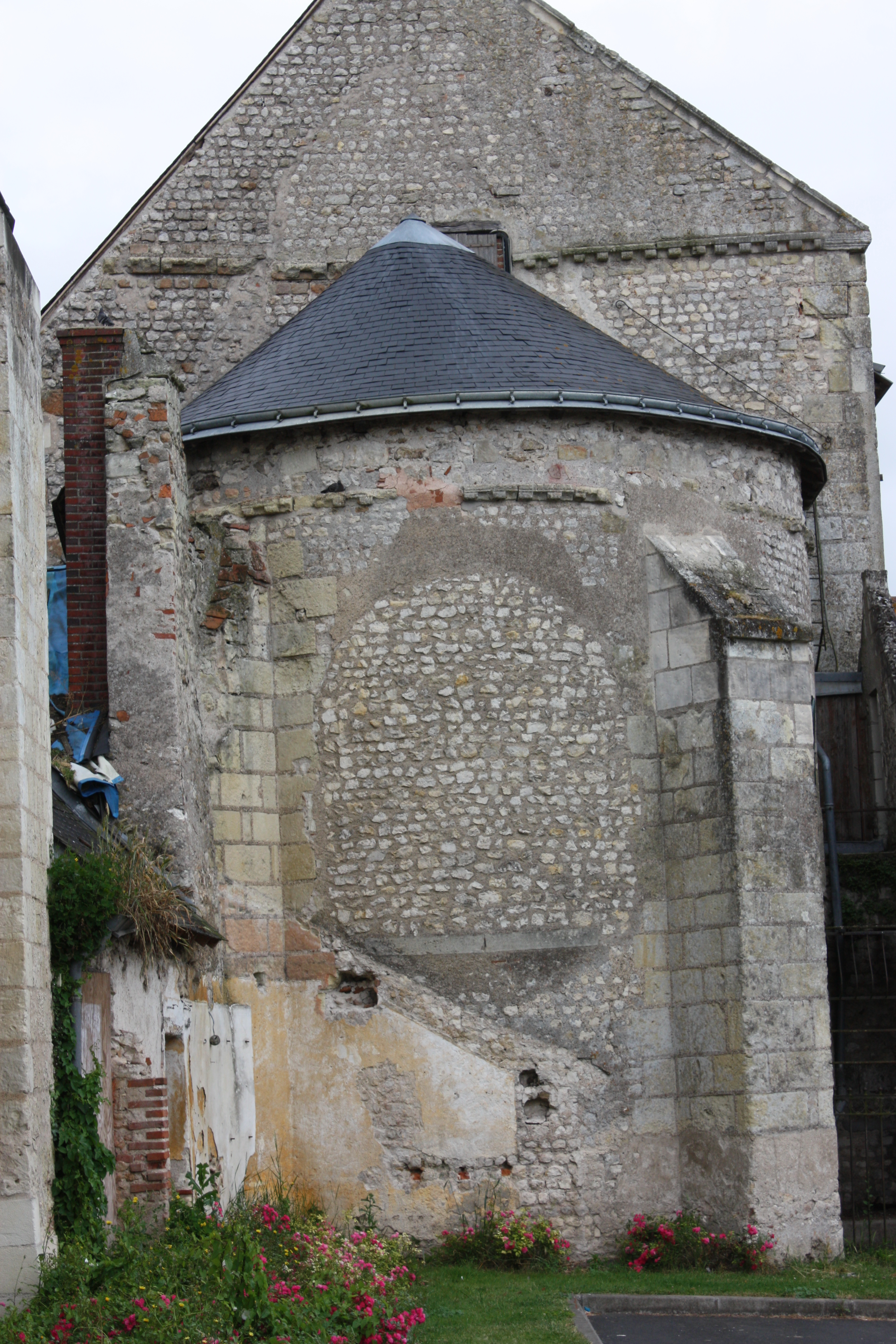
Kirche Saint-Martin

- Kirche Saint-Martin
- Priorei